# Albert von Toerring-Stein

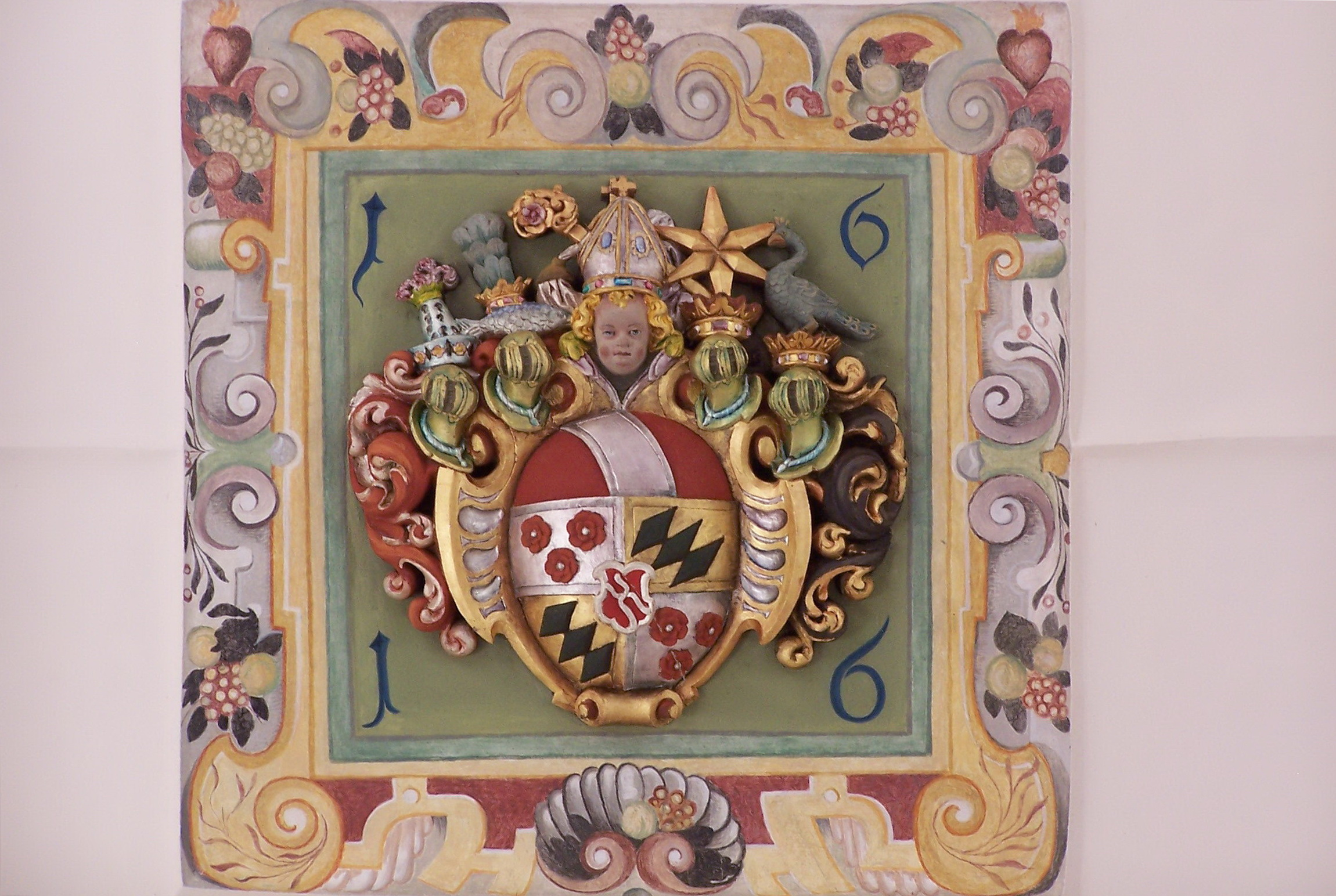
Wappen des Erzbischofs in der Schlosskapelle Wörth an der Donau

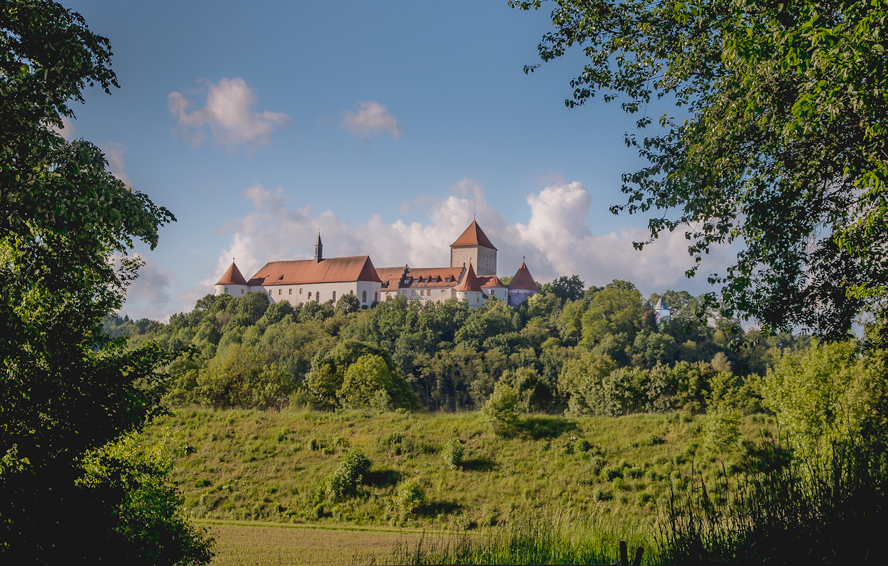
Schloss Wörth an der Donau 1616 ließ Bischof Albert von Toerring-Stein die Schlosskapelle erbauen

Albert von Toerring-Stein (* 26. Oktober 1578 in Stein an der Traun, Bayern; † 12. April 1649 in Regensburg) war von 1613 bis 1649 Bischof von Regensburg.

## Leben
Das Mitglied der bayerischen Adelsfamilie der Törring wurde 1610 zum Priester geweiht und am 22. Oktober 1613 zum Nachfolger von Wolfgang von Hausen als Bischof von Regensburg gewählt.
Die Gegenreformation zeigte ihre Auswirkungen im Bistum: Erstmals kehrten Teile der Bevölkerung zum katholischen Glauben zurück, vor allem der Landesherr Wolfgang Wilhelm setzte den Glauben in der Oberpfalz zunehmend mit Zwangsmitteln auch gegen Widerstände durch. Die Prädikanten wurden ausgewiesen und protestantische Gottesdienste, auch Hausgottesdienste, gegen Gefängnisstrafe untersagt. Dem forcierten Zulauf stand allerdings eine zu geringe Anzahl geschulter Seelsorger gegenüber.
Auch unter seiner Regierung gab es Auseinandersetzungen mit den Bürgern der evangelisch gesinnten Reichsstadt Regensburg. Der Bischof zögerte Verhandlungen hinaus, weil er angesichts der Rekatholisierung des Umlandes zuversichtlich war, eine zunehmend stärkere Verhandlungsposition zu erlangen. Prozessionen der neuerdings wieder selbstbewusster auftretenden Katholiken, wurde von Protestanten u. a. mit Straßensperren boykottiert, bis sich schließlich der Kaiser zugunsten des Bischofs aussprach. 1630 berief er zur Durchführung der Gegenreformation Franziskaner in die Stadt.
Nachdem im Dreißigjährigen Krieg Tilly als oberster Feldherr der Katholischen Liga dem schwedischen König Gustav Adolf unterlag, konnte dieser in das Hinterland nach Franken und Schwaben vordringen. 1633 wurde der Bischofssitz Regensburg von schwedischen Truppen unter Bernhard von Sachsen-Weimar erstürmt. Albert flüchtete zunächst auf sein Gut Pöchlarn in Niederösterreich, kehrte später zurück und wurde in Würzburg gefangengehalten. Die Bürger von Regensburg und der Klerus hatten hohe Kontributionszahlungen zu leisten. 1634 wurde Regensburg von kaiserlichen und bayerischen Truppen wieder zurückerobert. Anschließend forderte die Pest in der Stadt zahlreiche Opfer. Der Krieg hatte aber auch die Position der Protestanten in der Stadt gestärkt. Österreichische Adelige, auch Lehrer und Pfarrer, suchten als Exulanten in Regensburg Zuflucht, darunter Persönlichkeiten wie Adam Gienger von Grünbüchl, Hans Leonhard von Windischgrätz, Hans Septimius Jörger oder Erasmus II. von Starhemberg.
Bischof Albert erhielt vom Papst den Leib des Heiligen und Märtyrers Justinus geschenkt, der am 17. Mai 1644 in den Regensburger Dom überführt wurde. Es war in dieser Zeit Praxis, Skelette aus römischen Katakomben zu entnehmen und diese eingerahmt in große Feierlichkeiten nach Deutschland zu überführen.
Albert starb 1649 in Regensburg.

## Wappen
Das fürstbischöfliche Wappen trägt als Schildhaupt das Wappen des Bistums Regensburg. Der Hauptschild ist geviert mit dem Wappen der Törring und für Seefeld drei anstoßende schräg gestellte schwarze Wecken auf goldenem Grund. Das Herzschild zeigt für Mödling eine schräg gestellte silberne Zange auf rotem Grund.